# 네드 리즈
네드 리즈(영어: Ned Leeds)는 마블 코믹스의 캐릭터이다. 스파이더맨이 일하는 데일리 뷰글의 기자로서 스파이더맨의 조력자, 라이벌, 슈퍼빌런(홉고블린)의 다양한 변화를 겪었다. 1964년 11월 《어메이징 스파이더맨》 18호에 처음 등장했고, 스탠 리와 스티브 딧코가 공동 창작하였다.

## 담당 배우

### 영화
- 스파이더맨: 홈커밍 (2017) - 제이컵 배털론
- 스파이더맨: 파 프롬 홈 (2019) - 제이컵 배털론
- 스파이더맨: 노 웨이 홈 (2021) - 제이컵 배털론

## 담당 성우

### TV 애니메이션
- 스파이더맨(1994) - 밥 버건
- 스펙태큘러 스파이더맨(2008) - 앤드루 기시노(네드 리)